# Кралство Хановер
Вижте пояснителната страница за други значения на Хановер.
Кралство Хановер (на немски: Königreich Hannover) е държава в днешна Северна Германия, съществувала от 1814 до 1866 година.

## История
Хановерското кралство е образувано по време на Виенския конгрес на основата на Курфюрство Брауншвайг-Люнебург (Хановерското курфюрстство), което от 1714 година се намира в лична уния с Великобритания. На конгреса е договорена размяна на територии с Прусия, в резултат на което новото кралство се разширява значително. Към него са присъединени Хилдесхаймското епископство, Източна Фризия и части от Лингенското графство и Мюнстерското епископство. В замяна Прусия получава частта от Лауенбургското херцогство на десния бряг на Елба и няколко малки ексклава на изток.
Първоначално британските монарси Джордж І, Джордж II и Джордж III са курфюрсти на Хановер в лична уния, макар и никога да не са го посещавали. След образуването на Кралство Хановер то се оглавява от Джордж III (1814 – 1820), Джордж IV (1820 – 1830) и Уилям IV (1830 – 1837). След смъртта на Уилям IV през 1837 г. на английския трон се качва кралица Виктория, но в Кралство Хановер личната уния е прекъсната поради действащия Салически закон и крал става Ернст Август I, пети син на Джордж III. Наследен е през 1851 година от сина си Георг V.
По време на Австро-пруската война през 1866 година Хановер, както и останалите членове на Германската конфедерация, се опитва да запази неутралитет, но Прусия приема обявената мобилизация за враждебно действие и на 20 септември анексира кралството.